# John Shanley
John Shanley (Albion, Nueva York, 4 de enero de 1852 - Fargo, Dakota del Norte, 16 de julio de 1909) fue un prelado estadounidense de la Iglesia católica que se desempeñó como el primer obispo de la Diócesis de Fargo.

## Biografía
Nació en Albion, una ciudad ubicada en Nueva York. Cuando tenía 5 años, él y su familia se trasladaron a Faribault, y poco después se trasladaron a la ciudad de St. Paul, donde recibió su primera educación en gran parte de la asociación con los sacerdotes de la frontera que visitaron St. Paul durante su servicio como servidor del altar en Catedral de San Pablo desde 1858 a 1867.
Shanley era un estudiante de la capacidad notable en el Colegio de San Benito y en la Universidad de San Juan del municipio de Collegeville, donde se graduó en 1869.
El obispo Thomas Gracia de la orden dominicana lo envió a la Universidad Pontificia Urbaniana de Roma. Shanley ha viajado junto al arzobispo John Ireland (el futuro Arzobispo de St. Paul y Minneapolis).
Mientras tanto, en Roma, Shanley fue ordenado sacerdote por el cardenal Costantino Patrizi Naro el 30 de mayo de 1874. A los 22 años se le concedió una dispensación a causa de su estado de salud. Cuando rgresó a Minnesota, se convirtió en un asistente pastoral en la Catedral de St. Paul bajo Rev. Irlanda, en 1884. También se desempeñó como secretario de la Arquidiócesis y editor del semanario Northwestern Chronicle.

## Obispo de Jamestown
El 15 de noviembre de 1889, Shanley fue elegido como el primer arzobispo de la Diócesis de Jamestown, por el papa León XIII. Recibió su consagración episcopal el 27 de diciembre del mismo año en la Orden de San Benito, sirviendo como uno de los co-consagrantes episcopales. El 6 de abril de 1897, el nombre de la diócesis ha cambiado a Diócesis de Fargo.
Al comenzar su mandato, había 60 Iglesias, 33 sacerdotes, 14 escuelas y un hospital entre la ciudad de Fargo y su Diócesis. Después de su muerte, la ciudad ha crecido con más de 106 sacerdotes, 225 iglesias, 6 academias, 34 escuelas y cuatro hospitales.